# Francesco Morini
Francesco Morini (San Giuliano Terme, 12 agosto 1944 – Forte dei Marmi, 31 agosto 2021) è stato un dirigente sportivo e calciatore italiano, di ruolo stopper.
Assurto ad alti livelli per le sue notevoli abilità difensive, in particolar modo nella marcatura a uomo e nell'anticipo dell'avversario, oltreché per le sue doti di trascinatore del reparto arretrato, collezionò più di 400 presenze tra i professionisti, spartite principalmente tra Sampdoria, in cui aveva fatto anche la trafila delle formazioni giovanili, e Juventus, con cui ha vinto cinque Scudetti, una Coppa UEFA e una Coppa Italia.

## Biografia

Morini (a destra) a metà degli anni 80, ormai ex calciatore, con il figlio Jacopo ancora bambino.

Crebbe ad Arena Metato, frazione di San Giuliano Terme.
Ha avuto due figli, Jacopo e Andrea, divenuti noti nel mondo dello spettacolo come musicisti e personaggi televisivi.
È scomparso all'età di 77 anni a causa di un infarto.

## Caratteristiche tecniche
Venne soprannominato Morgan, in omaggio al celebre corsaro Henry Morgan, per via della sua abilità "piratesca" nel rubare palla agli avversari, proprio come un pirata – seppur ricorrendo raramente al fallo, «anche se non cattivo, sono sempre stato molto spigoloso, rognoso ed appiccicoso», ricorderà lo stesso Morini –; a tal proposito, la stampa dell'epoca scrisse che «da pirata era il suo modo di depredare l'avversario del pallone roteandogli addosso i bulloni, di arrangiarsi coi gomiti, e pazienza se non fluidificava molto».
Per sua stessa ammissione non molto dotato tecnicamente – «sapevo di avere dei limiti [...] di certo, non mi cimentavo in lanci millimetrici, preferivo appoggiare la palla ad un compagno vicino a me» –, compensava tale handicap eccellendo nell'anticipo, aiutato da una fisionomia asciutta e dalle sue lunghe leve, «una piovra che con mille tentacoli toglieva il pallone al diretto rivale», nonché da una certa ferocia agonistica cui si aggiunse, con l'andare degli anni, anche molto mestiere.

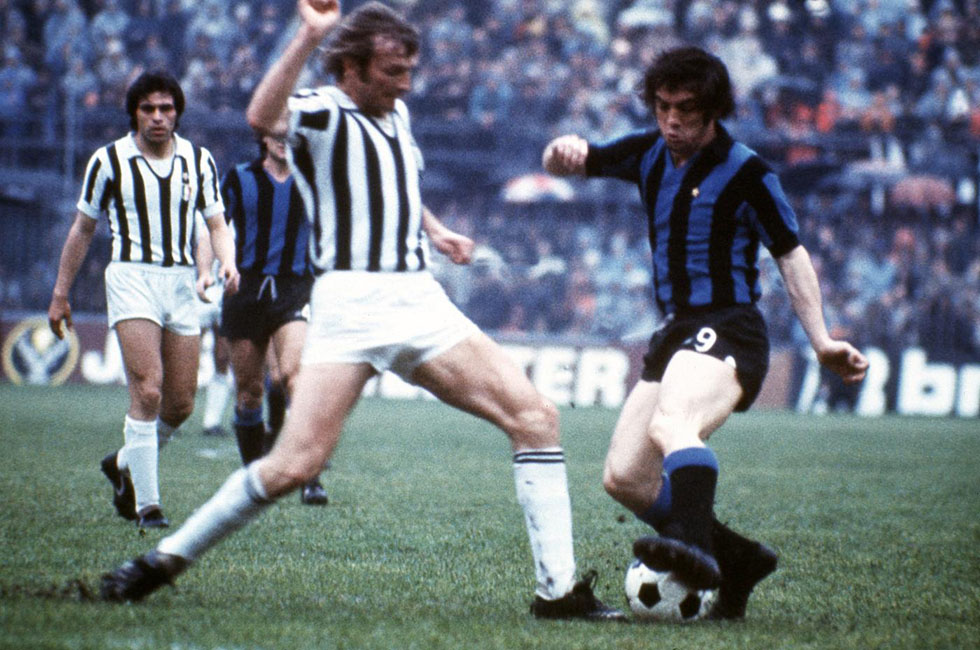
Morini (a sinistra) in contrasto su Boninsegna, suo storico avversario, nel derby d'Italia del 28 aprile 1974.

Della sua carriera rimangono nella memoria i duelli sostenuti con i maggiori attaccanti italiani del tempo, su tutti Roberto Boninsegna, questo ultimo dapprima rivale e poi compagno di squadra, e Gigi Riva, il quale confesserà: «È il difensore più cattivo nel quale mi sono imbattuto. Per cattivo intendo che è grintoso, che è spietato agonisticamente, non che è sleale. È come deve essere un vero difensore moderno. Gioca con tutto il corpo pur di non farti passare. Io li ho provati tutti, nessuno mi ha dato tanto filo da torcere, alla lunga mi sono dovuto arrendere...»
Caso singolare, non segnò alcuna rete nella sua carriera professionistica – pur se «a dire il vero, una volta un goal l'ho fatto, in un torneo italo-inglese, disputato in un'estate di tantissimi anni fa» –; comunque, da esemplare esponente della categoria degli stopper, «la mancata segnatura di reti non mi ha mai contagiato più di tanto, perché ciò che mi esaltava era fare in modo che non andasse in goal l'uomo che dovevo marcare; questo equivaleva, per me, ad una rete».

## Carriera

### Giocatore

#### Club

Da sinistra: il medico sociale La Neve, Marchetti, Morini, Haller e Anastasi festeggiano il 20 maggio 1973, negli spogliatoi dell'Olimpico di Roma, il quindicesimo scudetto della Juventus.

##### Gli inizi, Sampdoria

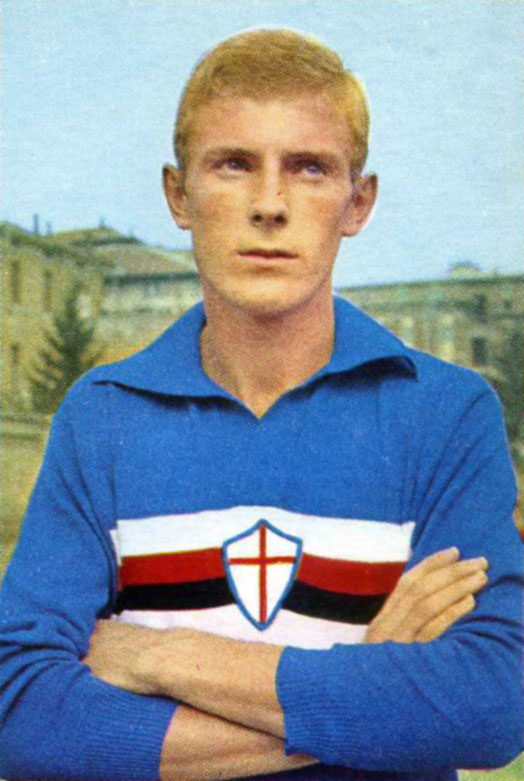
Morini alla Sampdoria nella stagione 1964-1965

Dopo gli esordi nel club locale del Vecchiano, approdò quindicenne nel vivaio della Sampdoria dove crebbe agli ordini di Cherubino Comini prima e Gipo Poggi poi.
A Genova vinse con la formazione giovanile il Torneo di Viareggio 1963, prima di salire in prima squadra e fare il suo esordio in Serie A il 2 febbraio 1964, a Marassi contro la Roma, chiamato a sostituire l'infortunato Azeglio Vicini: nonostante la sconfitta dei suoi e l'impiego improvvisato da mediano, Morini offrì una prova tanto convincente da ritagliarsi immediatamente un posto nell'undici titolare.
Si mise in luce nelle file del club ligure militandovi sino al termine del decennio, instaurando una buona intesa con i più esperti compagni di reparto Mario Bergamaschi e Gaudenzio Bernasconi, e calcando pressoché stabilmente i campi della massima serie italiana; l'unica eccezione fu rappresentata dal vittorioso campionato di Serie B 1966-1967 in cui lo stesso Morini e Guido Vincenzi, quest'ultimo nel ruolo di libero, furono parte integrante della migliore difesa della torneo.

##### Juventus, gli ultimi anni
Nell'estate 1969, su segnalazione di Giampiero Boniperti, all'epoca consulente della società, Morini passò, insieme al compagno di squadra Roberto Vieri, alla Juventus che, avendolo infine preferito in sede di mercato al palermitano Mario Giubertoni, lo chiamò a raccogliere l'eredità di Giancarlo Bercellino. Superato un difficile avvio per via di incomprensioni col tecnico Luis Carniglia, seppe presto imporsi quale titolare inamovibile: vestì con successo la divisa bianconera per undici stagioni e spiccò, grazie al suo innato carisma, tra i leader dell'autarchica e plurivittoriosa Juventus degli anni Settanta, contribuendo da protagonista alle vittorie di cinque Scudetti, della Coppa Italia 1978-1979 e soprattutto della Coppa UEFA 1976-1977, il primo trofeo confederale del club piemontese.

Morini (a sinistra), neoacquisto della Juventus, posa con l'ajacide Cruijff in occasione dell'amichevole del 27 agosto 1969.

Rimase stabilmente al centro della retroguardia della Vecchia Signora per tutta la sua permanenza a Torino, andando inoltre a formare, nell'ultima parte della sua esperienza al Comunale, un'affiatata coppia col più giovane libero Gaetano Scirea. Solo nel corso della stagione 1979-1980, ormai trentacinquenne e conscio di poter condizionare in negativo la crescita del promettente Sergio Brio, scalpitante rincalzo, cedette gradualmente il posto a colui che ne erediterà la maglia numero cinque bianconera.
Lasciò la Juventus nel marzo 1980, dopo 255 partite di campionato, per andare a chiudere la carriera in Canada, vivendo una breve esperienza con i Toronto Blizzard all'epoca militanti nella North American Soccer League.
In diciassette stagioni da professionista, Morini collezionò 386 presenze in Serie A e 30 in Serie B.

#### Nazionale

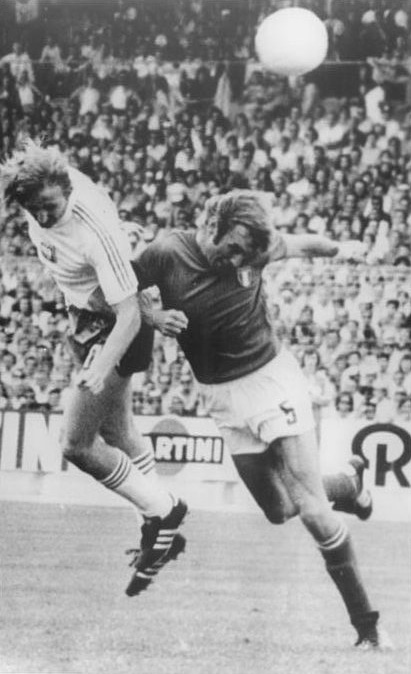
Morini (a destra) in maglia azzurra, alle prese con il polacco Szarmach nel.

Scese in campo 11 volte per l'Italia, debuttando il 25 febbraio 1973 a Istanbul contro la Turchia, in una gara valevole per le qualificazioni al campionato del mondo 1974; l'anno dopo prese parte alla fase finale della competizione in Germania Ovest, venendo impiegato da titolare in tutti e tre gli incontri della fugace avventura italiana. Indossò per l'ultima volta la maglia azzurra l'8 giugno 1975, in occasione di un'amichevole a Mosca contro l'Unione Sovietica.
Ebbe un rapporto difficile con la nazionale, non riuscendo mai a imporsi stabilmente come nelle squadre di club. Tra i fattori che andarono a suo sfavore era incluso il corposo ricambio generazionale avvenuto a metà degli anni Settanta, nonché la concorrenza nel ruolo del più giovane Mauro Bellugi, spesso a lui preferito dai commissari tecnici susseguitisi nel corso del decennio, Ferruccio Valcareggi, Fulvio Bernardini (con cui aveva lavorato durante i suoi ultimi anni alla Sampdoria) ed Enzo Bearzot; anche come rincalzo
Con l'approssimarsi del campionato del mondo 1978, e sentendosi ancora in forma, Morini chiese al compagno di squadra Dino Zoff di intercedere presso Bearzot onde essere incluso tra gli azzurri che avrebbero partecipato alla fase finale in Argentina; tuttavia il portiere, friulano come il commissario tecnico e di temperamento non meno riservato, respinse tale sollecitazione.

### Dopo il ritiro

Da sinistra: Morini dirigente juventino negli anni 80, in panchina con il massaggiatore De Maria e l'ex compagno di squadra Cabrini.

Già sul finire della carriera agonistica si interessò all'attività dirigenziale. Durante l'esperienza canadese studiò lingue, per poi frequentare, una volta appesi gli scarpini al chiodo, il corso per manager di Coverciano.
Nell'estate 1981 fu quindi richiamato alla Juventus da Boniperti, nel frattempo salito alla testa del club, per entrare nei quadri della società: ricoprì dapprima il ruolo di direttore sportivo – «un tipo di lavoro che mi ha sempre affascinato ed appassionato» – fino all'autunno del 1990, e poi quello di team manager fino alla stagione 1993-1994, coincisa con la fine della lunga gestione Boniperti.
Sotto il suo mandato dirigenziale, la formazione bianconera si fregerà in campo nazionale di tre Scudetti e due Coppe Italia, mentre in quello internazionale di una Coppa delle Coppe, una Supercoppa UEFA, una Coppa dei Campioni e una Coppa Intercontinentale – il cosiddetto Grande Slam che farà della Juventus la prima squadra della storia a mettere in bacheca tutti i maggiori trofei confederali –, oltreché due Coppe UEFA.
In seguito lavorò per la Robe di Kappa nell'ambito delle sponsorizzazioni; collaborò inoltre come opinionista per l'emittente televisiva privata Telelombardia.

## Statistiche

### Presenze e reti nei club
| Stagione         | Squadra          | Campionato       | Campionato | Campionato | Coppe nazionali | Coppe nazionali | Coppe nazionali | Coppe continentali | Coppe continentali | Coppe continentali | Altre coppe | Altre coppe | Altre coppe | Totale | Totale |
| Stagione         | Squadra          | Comp             | Pres       | Reti       | Comp            | Pres            | Reti            | Comp               | Pres               | Reti               | Comp        | Pres        | Reti        | Pres   | Reti   |
| ---------------- | ---------------- | ---------------- | ---------- | ---------- | --------------- | --------------- | --------------- | ------------------ | ------------------ | ------------------ | ----------- | ----------- | ----------- | ------ | ------ |
| 1963-1964        | Sampdoria        | A                | 16+1       | 0          | CI              | 0               | 0               | -                  | -                  | -                  | CR          | 0           | 0           | 17     | 0      |
| 1964-1965        | Sampdoria        | A                | 29         | 0          | CI              | 1               | 0               | -                  | -                  | -                  | -           | -           | -           | 30     | 0      |
| 1965-1966        | Sampdoria        | A                | 31         | 0          | CI              | 0               | 0               | -                  | -                  | -                  | -           | -           | -           | 31     | 0      |
| 1966-1967        | Sampdoria        | B                | 31         | 0          | CI              | 2               | 0               | -                  | -                  | -                  | -           | -           | -           | 33     | 0      |
| 1967-1968        | Sampdoria        | A                | 29         | 0          | CI              | 1               | 0               | -                  | -                  | -                  | -           | -           | -           | 30     | 0      |
| 1968-1969        | Sampdoria        | A                | 26         | 0          | CI              | 3               | 0               | -                  | -                  | -                  | CdA         | 0           | 0           | 29     | 0      |
| Totale Sampdoria | Totale Sampdoria | Totale Sampdoria | 162+1      | 0          |                 | 7               | 0               |                    | -                  | -                  |             | 0           | 0           | 170    | 0      |
| 1969-1970        | Juventus         | A                | 27         | 0          | CI              | 5               | 0               | CdF                | 4                  | 0                  | CAI         | 3           | 0           | 39     | 0      |
| 1970-1971        | Juventus         | A                | 30         | 0          | CI              | 3               | 0               | CdF                | 10                 | 0                  | TP          | 2           | 0           | 45     | 0      |
| 1971-1972        | Juventus         | A                | 30         | 0          | CI              | 9               | 0               | CU                 | 6                  | 0                  | -           | -           | -           | 45     | 0      |
| 1972-1973        | Juventus         | A                | 24         | 0          | CI              | 5               | 0               | CC                 | 8                  | 0                  | -           | -           | -           | 37     | 0      |
| 1973-1974        | Juventus         | A                | 27         | 0          | CI              | 7               | 0               | CC                 | 2                  | 0                  | CInt        | 1           | 0           | 37     | 0      |
| 1974-1975        | Juventus         | A                | 26         | 0          | CI              | 6               | 0               | CU                 | 9                  | 0                  | -           | -           | -           | 41     | 0      |
| 1975-1976        | Juventus         | A                | 25         | 0          | CI              | 3               | 0               | CC                 | 4                  | 0                  | -           | -           | -           | 32     | 0      |
| 1976-1977        | Juventus         | A                | 26         | 0          | CI              | 4               | 0               | CU                 | 11                 | 0                  | -           | -           | -           | 41     | 0      |
| 1977-1978        | Juventus         | A                | 26         | 0          | CI              | 7               | 0               | CC                 | 5                  | 0                  | -           | -           | -           | 38     | 0      |
| 1978-1979        | Juventus         | A                | 15         | 0          | CI              | 5               | 0               | CC                 | 2                  | 0                  | -           | -           | -           | 22     | 0      |
| 1979-1980        | Juventus         | A                | 0          | 0          | CI              | 0               | 0               | CdC                | 0                  | 0                  | -           | -           | -           | 0      | 0      |
| Totale Juventus  | Totale Juventus  | Totale Juventus  | 256        | 0          |                 | 54              | 0               |                    | 61                 | 0                  |             | 6           | 0           | 377    | 0      |
| 1980             | Toronto Blizzard | NASL             | 22         | 0          | -               | -               | -               | -                  | -                  | -                  | -           | -           | -           | 22     | 0      |
| Totale carriera  | Totale carriera  | Totale carriera  | 441        | 0          |                 | 61              | 0               |                    | 61                 | 0                  |             | 6           | 0           | 569    | 0      |

### Cronologia presenze e reti in nazionale
| Cronologia completa delle presenze e delle reti in nazionale ― Italia | Cronologia completa delle presenze e delle reti in nazionale ― Italia | Cronologia completa delle presenze e delle reti in nazionale ― Italia | Cronologia completa delle presenze e delle reti in nazionale ― Italia | Cronologia completa delle presenze e delle reti in nazionale ― Italia | Cronologia completa delle presenze e delle reti in nazionale ― Italia | Cronologia completa delle presenze e delle reti in nazionale ― Italia | Cronologia completa delle presenze e delle reti in nazionale ― Italia |
| Data                                                                  | Città                                                                 | In casa                                                               | Risultato                                                             | Ospiti                                                                | Competizione                                                          | Reti                                                                  | Note                                                                  |
| --------------------------------------------------------------------- | --------------------------------------------------------------------- | --------------------------------------------------------------------- | --------------------------------------------------------------------- | --------------------------------------------------------------------- | --------------------------------------------------------------------- | --------------------------------------------------------------------- | --------------------------------------------------------------------- |
| 25-2-1973                                                             | Istanbul                                                              | Turchia                                                               | 0 – 1                                                                 | Italia                                                                | Qual. Mondiali 1974                                                   | -                                                                     |                                                                       |
| 14-6-1973                                                             | Torino                                                                | Italia                                                                | 2 – 0                                                                 | Inghilterra                                                           | Amichevole                                                            | -                                                                     | 46’                                                                   |
| 29-9-1973                                                             | Milano                                                                | Italia                                                                | 2 – 0                                                                 | Svezia                                                                | Amichevole                                                            | -                                                                     | 85’                                                                   |
| 20-10-1973                                                            | Roma                                                                  | Italia                                                                | 2 – 0                                                                 | Svizzera                                                              | Qual. Mondiali 1974                                                   | -                                                                     |                                                                       |
| 26-2-1974                                                             | Roma                                                                  | Italia                                                                | 0 – 0                                                                 | Germania Ovest                                                        | Amichevole                                                            | -                                                                     |                                                                       |
| 8-6-1974                                                              | Vienna                                                                | Austria                                                               | 0 – 0                                                                 | Italia                                                                | Amichevole                                                            | -                                                                     |                                                                       |
| 15-6-1974                                                             | Monaco                                                                | Italia                                                                | 3 – 1                                                                 | Haiti                                                                 | Mondiali 1974 - 1º turno                                              | -                                                                     |                                                                       |
| 19-6-1974                                                             | Stoccarda                                                             | Italia                                                                | 1 – 1                                                                 | Argentina                                                             | Mondiali 1974 - 1º turno                                              | -                                                                     | 66’                                                                   |
| 23-6-1974                                                             | Stoccarda                                                             | Polonia                                                               | 2 – 1                                                                 | Italia                                                                | Mondiali 1974 - 1º turno                                              | -                                                                     |                                                                       |
| 20-11-1974                                                            | Rotterdam                                                             | Paesi Bassi                                                           | 3 – 1                                                                 | Italia                                                                | Qual. Euro 1976                                                       | -                                                                     |                                                                       |
| 8-6-1975                                                              | Mosca                                                                 | Unione Sovietica                                                      | 1 – 0                                                                 | Italia                                                                | Amichevole                                                            | -                                                                     |                                                                       |
| Totale                                                                |                                                                       | Presenze                                                              | 11                                                                    |                                                                       | Reti                                                                  | 0                                                                     |                                                                       |

## Palmarès

### Club

#### Competizioni giovanili
- Torneo di Viareggio: 1

Sampdoria: 1963

#### Competizioni nazionali
- Campionato italiano di Serie B: 1

Sampdoria: 1966-1967
- Campionato italiano: 5

Juventus: 1971-1972, 1972-1973, 1974-1975, 1976-1977, 1977-1978
- Coppa Italia: 1

Juventus: 1978-1979

#### Competizioni internazionali
- Coppa UEFA: 1

Juventus: 1976-1977